# Palawanbladfågel
Palawanbladfågel (Chloropsis palawanensis) är en fågel i familjen bladfåglar inom ordningen tättingar.

## Utseende och läte
Palawanbladfågeln är en medelstor gnistrande grön tätting. Undersidan är något ljusare än ovansidan, med gult på strupe och övre delen av bröstet, medan den är blå i en ring runt ögat, på skuldrorna, på vingkanterna och i ett kort streck ner från näbbroten. Notera även svart näbb, svarta vingspetsar och svarta ben. Bland lätena hörs en varierad visslande sång.

## Utbredning och systematik
Fågeln förekommer på öarna Balabac, Busuanga, Palawan och Calamian i Filippinerna. Den behandlas som monotypisk, det vill säga att den inte delas in i några underarter.

## Levnadssätt
Palawanbladfågeln hittas i trädtaket i låglänta skogar och skogsbryn. Den slår följe med kringvandrande artblandade flockar, ofta med bulbyler, på jakt efter frukt och frön.

## Status
Arten har en begränsat utbredning, men beståndet är stabilt och den anses inte vara hotad. IUCN kategoriserar arten som livskraftig.